# Longué-Jumelles
Longué-Jumelles település Franciaországban, Maine-et-Loire megyében. Lakosainak száma 6583 fő (2022. január 1.). Longué-Jumelles Beaufort-en-Anjou, Blou, La Lande-Chasles, Mouliherne, Saint-Clément-des-Levées, Saint-Philbert-du-Peuple, Vivy, Baugé-en-Anjou, Les Bois d’Anjou és Gennes-Val-de-Loire községekkel határos.

## Népesség
A település népességének változása:
| Lakosok száma | 6875 | 6825 | 6990 | 6794 | 6809 | 6831 | 6759 | 6671 | 6583 |
|               | 2013 | 2015 | 2016 | 2017 | 2018 | 2019 | 2020 | 2021 | 2022 |